# Кръгове на обичта
„Кръгове на обичта“ е български игрален филм (драма) от 1972 година на режисьора Кирил Илинчев, по сценарий на Димитър Гулев. Оператор е Стоян Злъчкин. Музиката във филма е композирана от Румяна Станчева.

## Актьорски състав
- Кольо Дончев – Петър
- Кристиян Фоков – Ангел
- Стефан Стефанов – Васил
- Иван Несторов – Йордан
- Невена Коканова – Жената с бадемовите очи
- Кирил Кавадарков – Землякът
- Надежда Митева – Катя
- Мая Гачева – Живка
- Любомир Миладинов – Дърводелецът
- Димитър Учкунов – Кметът
- Георги Джубрилов – Адвокатът
- Александър Притуп – Майорът
- Иван Манов – Поручик Манолов
- Тодор Тодоров – Павел
- Стоян Миндов
- Марио Маринов
- Петър Пенков
- Никола Маринов